# Closer to the Truth: The Whole Story
Closer to the Truth: The Whole Story —en español: Más Cercano a la Verdad: La Historia Completa— es una compilación de DVD de los mejores vídeos de la cantante estadounidense Cher, publicada el 3 de abril de 2015 por la compañía discográfica Ms Jukebox en parceria con Warner Bros. Records.

## Lista de canciones
DVD 1
1. Believe
2. If I Could Turn Back Time
3. Save Up All Your Tears
4. I Found Someone
5. Love and Understanding
6. Song for the Lonely
7. Più Che Puoi (with Eros Ramazzotti)
8. Dov'è L'amore (Emilio Estefan Jnr. Extended Mix)
9. Half-Breed
10. Like a Number
11. Love Song
12. Walking in Memphis
13. Rhinestone Cowboy
14. Puppet Man
15. The Shoop Shoop Song (It's in His Kiss)
16. Geronimo's Cadillac
17. Love Can Build a Bridge (with Chrissie Hynde, Neneh Cherry & Eric Clapton)
18. Bang Bang (My Baby Shot Me Down) (Live at the Heart of Stone Tour)

DVD 2
1. Welcome to Burlesque
2. Woman's World
3. Strong Enough
4. The Music's No Good Without You
5. Main Man
6. Take Me Home
7. Witchy Woman / Honky Tonk Woman
8. We All Sleep Alone
9. One by One
10. All or Nothing
11. Alive Again
12. More Than You Know
13. Ain't Nobody's Business
14. Never Never Land
15. Heart of Stone
16. You Haven't Seen the Last of Me
17. I Walk Alone
18. I Hope You Find It (Live on The X Factor UK)

Bonus CD - Edición especial limitada
1. Woman's World (Tracy Young Radio Remix)
2. Strong Enough (DJ Ozeroff & DJ Sky feat. Lebedev Remix - Edit)
3. I Walk Alone (Funk Generation H3D Rush Club Mix)
4. All Or Nothing (Almighty Radio Edit)
5. Dov'è L'amore (Tony Moran's Anthem 7" Mix)
6. The Music's No Good Without You (Almighty Radio Edit)
7. Take It Like A Man (Over-The-Top Edit)
8. Elysium Believe (Audien vs. Cher Martin Mashup - Edit)
9. You Haven't Seen The Last Of Me (Dave Audé Radio Mix)
10. Song For The Lonely (Almighty Radio Mix)
11. One By One (Junior Vasquez Vocal Edit)
12. A Different Kind Of Love Song (Johnny Rocks Mixshow Edit)
13. The Shoop Shoop Song (It's In His Kiss) [Nikolas & Sibley Radio Edit]

## Lanzamientos
| Región                       | Fecha              | Formato | Sello                    |
| ---------------------------- | ------------------ | ------- | ------------------------ |
| Australia                    | 3 de abril de 2015 | DVD     | Warner Bros., Ms Jukebox |
| Brasil                       | 3 de abril de 2015 | DVD     | Warner Bros., Ms Jukebox |
| Estados Unidos (importación) | 30 de mayo de 2016 | DVD     | Warner Bros., Ms Jukebox |